# La Roque-sur-Cèze
La Roque-sur-Cèze is een gemeente in het Franse departement Gard (regio Occitanie) en telt 186 inwoners (2005). De plaats maakt deel uit van het arrondissement Nîmes. La Roque-sur-Cèze is lid van Les Plus Beaux Villages de France. De gemeente telde 174 inwoners op 1 januari 2022.

## Geografie
De oppervlakte van La Roque-sur-Cèze bedroeg op 1 januari 2022 8,37 vierkante kilometer; de bevolkingsdichtheid was toen 20,8 inwoners per km². Het riviertje de Cèze stroomt door het dorp. 

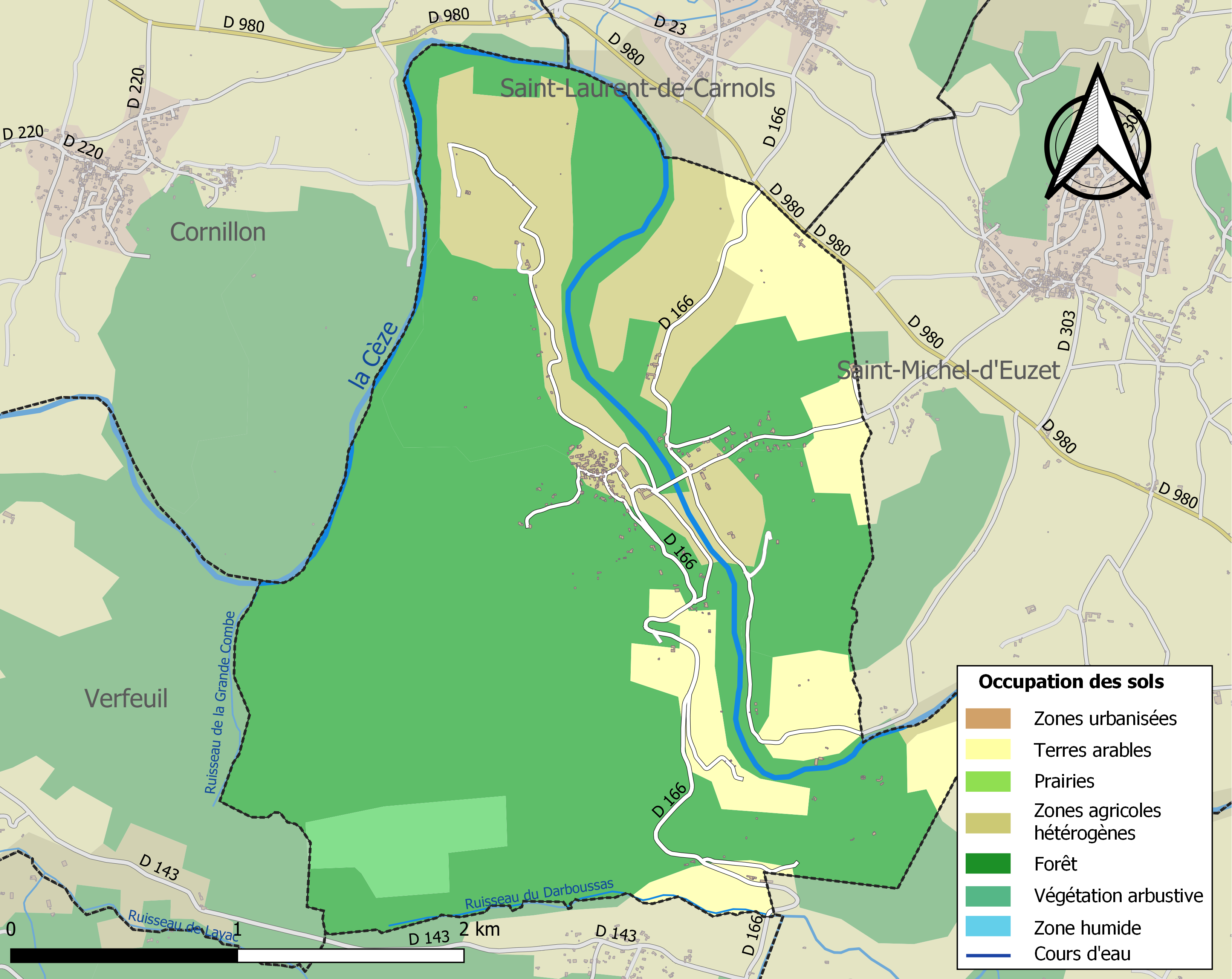
Kaart van de gemeente met belangrijkste infrastructuur, bodemgebruik en omliggende gemeenten

## Demografie
Onderstaande figuur toont het verloop van het inwonertal (bron: INSEE-tellingen).

## Afbeeldingen

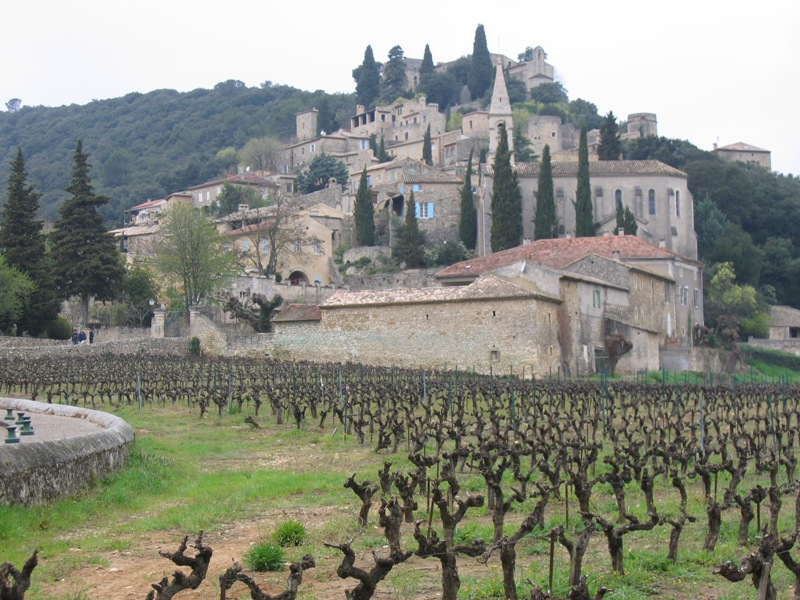
Gezicht op La Roque-sur-Cèze
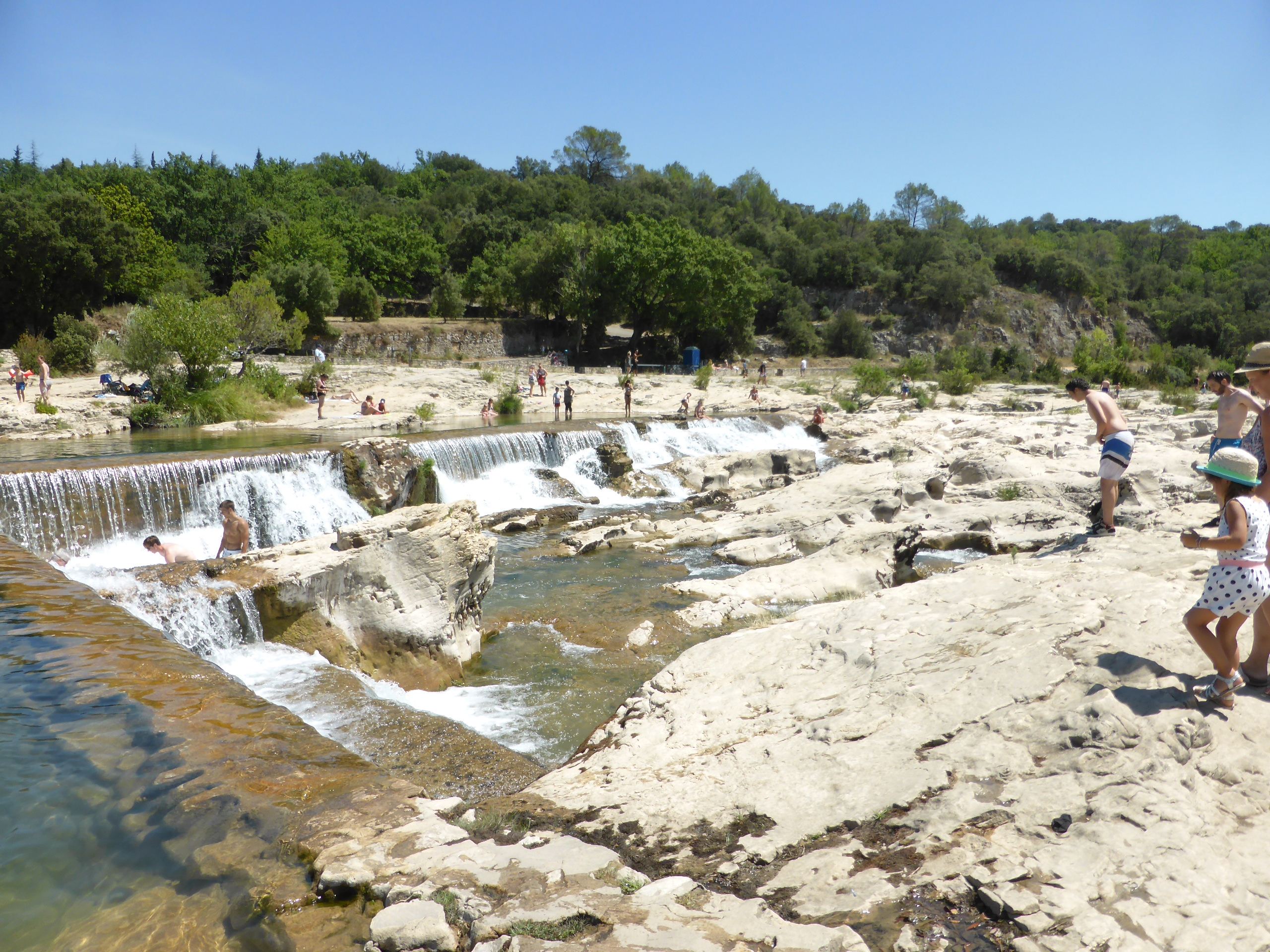
Cascades du Sautadet
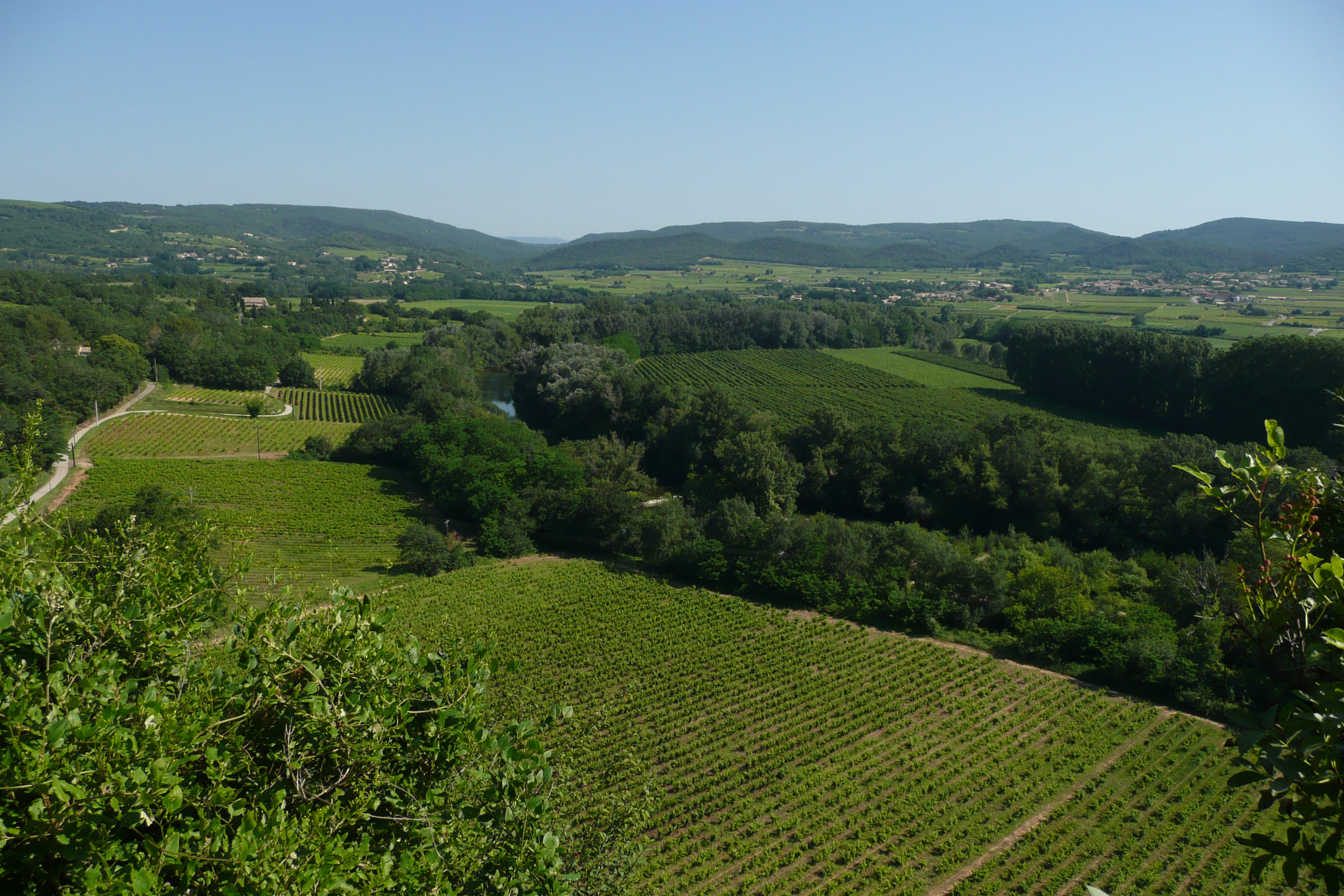
Wijngaarden bij La Roque-sur-Cèze